# Pierre-Louis Thévenet
Pierre-Louis Thévenet (nascut el 1925) és un director artístic i dissenyador de producció francès, que va rebre tant un Oscar a la millor direcció artística com un Goya a la millor direcció artística, així com un homenatge especial al Festival Internacional de Cinema de Mar del Plata.

## Biografia
Thévenet va començar la seva carrera com a director artístic i dissenyador de producció en la indústria cinematogràfica el 1959 en la pel·lícula La verte moisson i va treballar fins al 2001 en la producció de 24 pel·lícules.
Als Premis Oscar de 1970 va guanyar juntament amb Urie McCleary, Gil Parrondo i Antonio Mateos l'Oscar a la millor direcció artística per la pel·lícula de guerra Patton de Franklin J. Schaffner amb George C. Scott, Karl Malden i Stephen Young en els papers principals.
En els IV Premis Goya va ser nominat al Goya a la millor direcció artística per El sueño del mono loco (1989) de Fernando Trueba amb Jeff Goldblum, Miranda Richardson i Anémone. Fou novament nominat en els XI Premis Goya al Goya a la millor direcció artística per Tranvía a la Malvarrosa (1997) de José Luis García Sánchez amb Liberto Rabal, Jorge Merino i Ariadna Gil i també va rebre una qualificació especial per a la posada en escena d'aquesta pel·lícula al Festival Internacional de Cinema de Mar del Plata.
En els XIV Premis Goya finalment va rebre el Goya a la millor direcció artística per Goya en Burdeos de Carlos Saura amb Francisco Rabal, José Coronado i Dafne Fernández.

## Filmografia (selecció)
- 1960: Crésus de Jean Giono
- 1960: Le Voyage en ballon d'Albert Lamorisse
- 1962: La Guerre des boutons d'Yves Robert
- 1964: Tintín i el misteri de les taronges blaves de Philippe Condroyer
- 1964: L'Autre Femme de François Villiers
- 1964: Constance aux enfers de François Villiers
- 1970: Patton de Franklin J. Schaffner
- 1971: Els genets (The Horsemen) de John Frankenheimer
- 1984: Carmen de Francesco Rosi
- 1984: La Septième Cible de Claude Pinoteau
- 1989: El sueño del mono loco de Fernando Trueba
- 1991: Tacones lejanos de Pedro Almodóvar
- 1997: Tranvía a la Malvarrosa de José Luis García Sánchez
- 1999: Goya en Burdeos de Carlos Saura